# Pelidnota girardi
Pelidnota girardi är en skalbaggsart som beskrevs av Patrice Bouchard 2003. Pelidnota girardi ingår i släktet Pelidnota och familjen Rutelidae. Inga underarter finns listade i Catalogue of Life.